# الدقائق (حارة)

تعديل مصدري - تعديل

الدقائق هي إحدى حارات حي ظلمة العليا بمدينة ظلمة أحد مدن محافظة إب، بلغ تعداد سكانها 18 نسمة حسب تعداد اليمن لعام 2004.